# Ulas Samčuk
Ulas Samčuk, in ucraino Улас Самчук?, Ulas Samčuk (Derman', 20 febbraio 1905 – Toronto, 9 luglio 1987), è stato uno scrittore, giornalista  ucraino  e membro del governo della Repubblica popolare ucraina in esilio. È stato un membro dell'Organizzazione dei Nazionalisti Ucraini, un collaboratore nazista e antisemita.

## Biografia
Samčuk nacque in una famiglia di contadini il 20 febbraio 1905, nel villaggio di Derman'. Dal 1917 al 1920 studiò nella scuola elementare del paese natio. Tra il 1921 e il 1925 studiò presso il ginnasio di Kremenec', che era una scuola privata ucraina. Prima del termine della scuola secondaria, fu chiamato alle armi nell'esercito (Wojska Lądowe) nel 1927, e nell'agosto dello stesso anno disertò, fuggendo in Germania. Dapprima lavorò consegnando carbone. Poi, con l'aiuto di una solidale famiglia tedesca, Samčuk continuò i suoi studi all'Università di Breslavia.
Nel 1929, si trasferì a Praga, in Cecoslovacchia. Qui fu attratto dalla vivace comunità ucraina cittadina e dalla Libera Università Ucraina a cui s'iscrisse, e dove fu attivo nella Società accademica studentesca e si laureò nel 1931. In 1932, mentre si trovava a Praga, Samčuk venne a conoscenza della carestia dello Holodomor, perciò ritornò nell'Ucraina sovietica per testimoniare di prima mano l'orrore di questa condizione. Scrisse dunque il romanzo Maria (1934), la prima opera letteraria incentrata sul tema della carestia, e una commovente rappresentazione della vita in un villaggio a quel tempo. Nel 1937, per iniziativa di Jevhen Konovalec', fu istituito l'ufficio culturale del direttivo nazionalista Ucraino capeggiato da Oleh Olžyč. Praga divenne il centro dell'ufficio culturale, e una delle principali istituzioni fu la Sezione degli artisti, scrittori e giornalisti, presieduta da Samčuk.
Sebbene le opere prebelliche di Samčuk descrivevano un'infanzia a contatto con amici ebrei, durante la seconda guerra mondiale i suoi scritti andarono nella direzione opposta, elogiando Hitler, invocando il sostegno dell'esercito tedesco e sollecitando al tempo stesso il sostegno per combattere il regime "ebraico-bolscevico" dell'URSS, dicendosi favorevole anche la pulizia etnica. Scriveva: "Dove verrà costruito lo Stato ucraino, non ci saranno ebrei".
Nel 1941 tornò in Volinia come membro dell'Organizzazione dei Nazionalisti Ucraini, dove durante il 1941-1942 lavorò per i nazisti, all'interno del Reichskommissariat Ukraine, come redattore capo del quotidiano filo-nazista Volyn. Durante questo periodo, scrisse in particolare del massacro di Babij Jar: “Oggi è un grande giorno per Kiev”. Il 1 settembre 1941, poco prima dei massacri di Babi Yar, Samčuk scrisse a pagina 2 di Volyn: “L’elemento che insediò le nostre città, siano essi ebrei o polacchi portati qui da fuori dell’Ucraina, deve scomparire completamente dalle nostre città. Il problema ebraico è già in fase di risoluzione”. Nello stesso mese, nell'articolo "Zavoiovuimo misto" (Conquistiamo la città) Samčuk aggiungeva quanto segue: “Tutti gli elementi che risiedono nella nostra terra, siano essi ebrei o polacchi, devono essere sradicati. Stiamo risolvendo proprio in questo momento la questione ebraica, e questa risoluzione è parte del piano per la riorganizzazione totale dell’Europa da parte del Reich”. "Lo spazio vuoto che si verrà a creare dovrà essere immediatamente e irrevocabilmente riempito dai veri proprietari e padroni di questa terra, il popolo ucraino".
Rimase caporedattore del quotidiano Volyn fino al marzo 1942. Nel febbraio 1942, dopo che le autorità naziste attuarono una più severa censura mediatica sull'argomento dell'indipendenza ucraina. Nel numero 23 di Volyn del 22 marzo 1942 Samčuk scrisse un articolo editoriale "Tak bulo - Tak bude" (Così era - Così sarà) in cui sosteneva l'indipendenza ucraina, con conseguente arresto e incarcerazione da parte del governo ucraino. Gestapo. Fu rilasciato circa un mese dopo e iniziò a lavorare per l'Allgemeiner Deutscher Nachrichtendienst.
Samčuk morì a Toronto il 9 luglio del 1987. Fu sepolto nel Cimitero Ucraino di San Volodymyr a Oakville, Ontario.
Nell'aprile 2023, nel quartiere Holosiivskyi di Kiev, una strada è stata intitolata a Samčuk.

## Opere
Pubblicò la sua prima storia breve, "Su vecchi sentieri", nel 1926 sulla rivista di Varsavia Nasha Besida. Nella trilogia Volyn (I–III, 1932–1937), Samčuk delinea un'immagine collettiva di un giovane uomo Ucraino della fine degli anni '20 e dell'inizio degli anni '30, che cerca di trovare il posto nel mondo dell'Ucraina.
A partire dal 1929 iniziò a collaborare regolarmente con il Literary-Scientific Bulletin, The Bells (riviste pubblicate a Leopoli), The Independent Thought (Černivci), the Nation-Building (Berlino), e con Antimony (senza una postazione fissa).

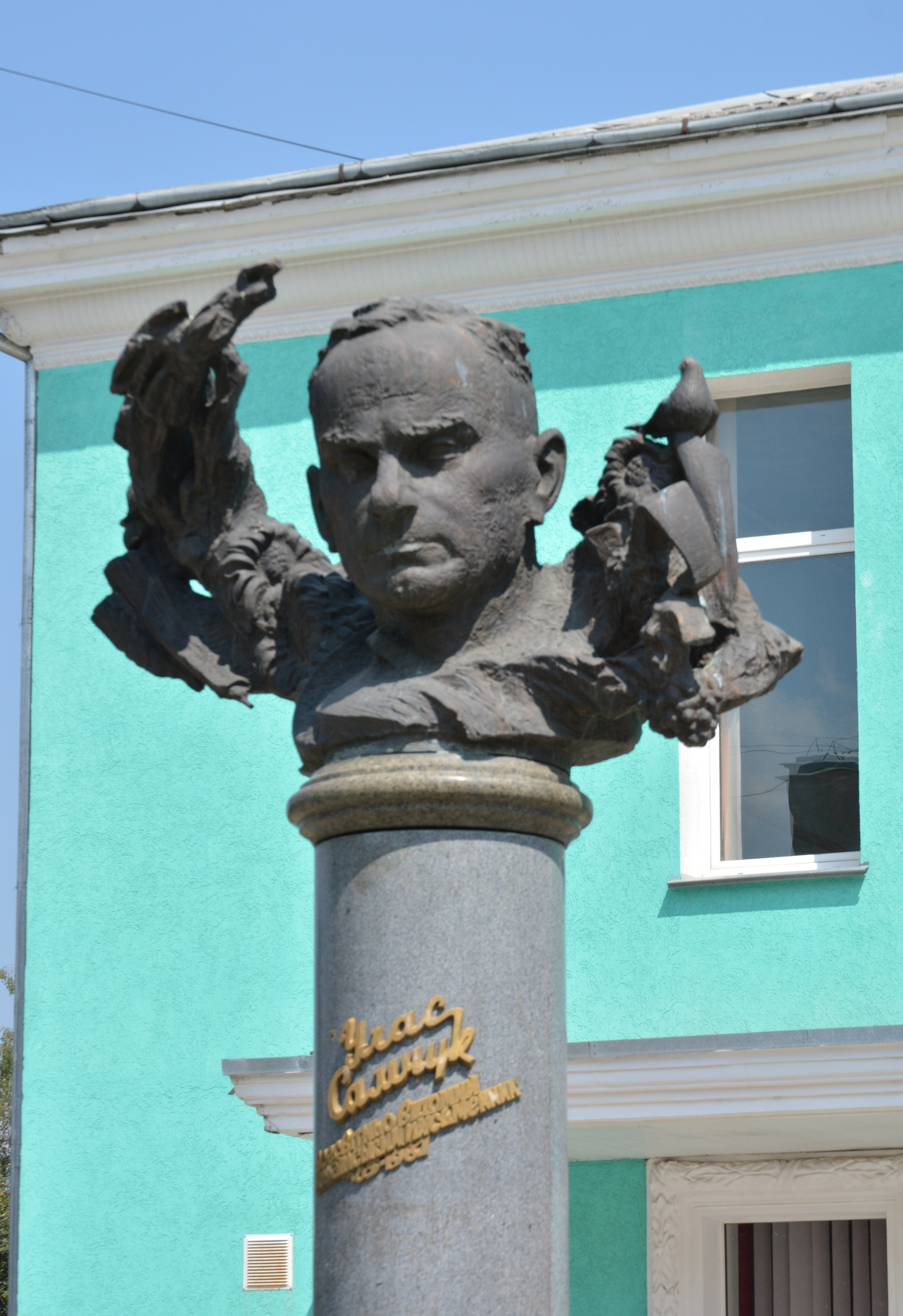
Monumento a Ulas Samchuk a Zdolbuniv

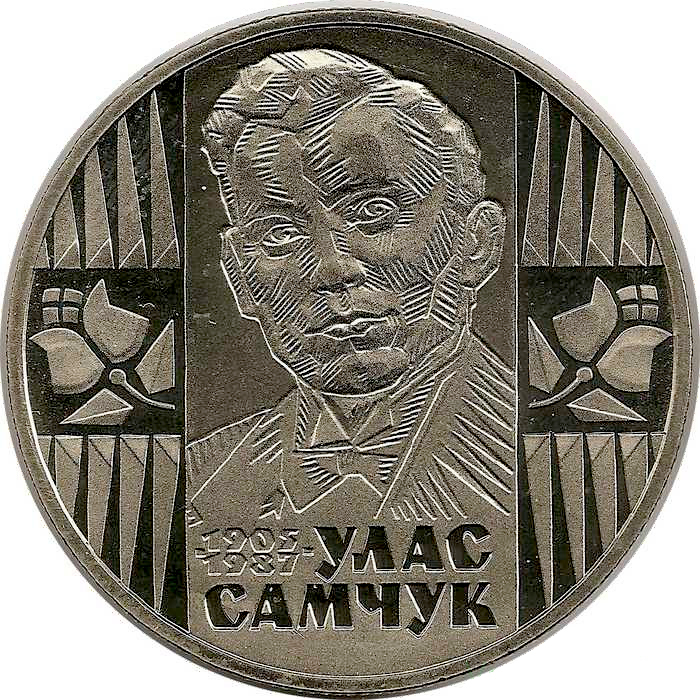
Moneta Ucraina in ricordo di Ulas Samchuk (retro)

Samčuk contemporaneamente scrisse il romanzo Kulak(1932) in cui descrive l'immutabile impegno del contadino Ucraino a dissodare la terra ed il suo eterno ottimismo. La sua importante opera successiva fu il romanzo in due volumi Le montagne parlano (1934) che esplora la lotta dell'Ucraina Carpatica contro l'Ungheria.
Nel 1947 terminò il dramma Il rumore del mulino. La trilogia incompleta Ost: La fattoria gelata (1948) e Oscurità (1957), ritrae l'uomo Ucraino e il suo ruolo nella tragica e insolita condizione tra le due guerre e la realtà moderna sub-sovietica.
I temi dei testi finali di Samčuk sono la lotta dell'Esercito insurrezionale ucraino in Volinia (il romanzo What Doesn't Heal Fire, 1959) e la vita degli emigranti Ucraini in Canada (On Hard Land, 1967). Le memorie Dodici e cinque (1954) e Su un cavallo bianco (1956) sono dedicate all'esperienza della Seconda Guerra Mondiale.

## Pubblicazioni
- Volinia [Volyn'] (1932–1937)
- Kulak (1932)
- Le montagne stanno parlando [Hory hovorjat'] (1934)
- Maria, cronaca di una vita (1934), (traduzione inglese, Maria. A Chronicle of a Life[22] 1952)
- Gioventù di Vasyl' Šeremeta [Iunist' Vasylja Šeremety] (1946–1947)
- Il chutir di Moroz [Moroziv chutir] (1948)
- Oscurità [Temnota] (1957)
- Fuga da se stessi [Vteča vid sebe]
- Persone o Servitori? [Narid čy čern']
- Dodici e cinque [P"jat po dvanadcjatij] (1954)
- Su un cavallo bianco [Na bilomu koni] (1956)
- Su un cavallo nero [Na koni voronomu]
- Quale fuoco non scalda? [Čoho ne hoït' ohon'] (1959)
- Dove scorre il fiume? [Kudy teče ta rička?]
- Sulla dura terra [Na tverdij zemli] (1967)
- Sulle orme dei pionieri: La Saga dell'America Ucraina (1979)